# Enfer
Enfer è un cortometraggio del 2020 diretto da Duilio Scalici. Girato con mezzi di fortuna durante la quarantena seguita alla diffusione del virus SARS-CoV-2, viene presentato in anteprima mondiale in Inghilterra durante il Raindance Film Festival 2020.

## Trama
Da una parte il diavolo tentatore, dall'altra parte il mondo affascinante e debole preda. La storia d'amore più antica, quella della tentazione del male nei confronti del mondo.

## Distribuzione
Presentato al Raindance Film Festival nella selezione ufficiale della sezione Best International Short Film, partecipa inoltre al Rome Prisma Awards
(sezione Best Monthly Short Film) e al Lift-Off Sessions (sezione Best International Short Film).